# Coptodon louka
Espèce
Statut de conservation UICN

 LC  : Préoccupation mineure
Coptodon louka est une espèce de poissons d'eau douce et saumâtre de la famille des Cichlidae.

## Répartition
Ce poisson se rencontre en Guinée-Bissau, en Guinée, au Liberia et en Sierra Leone.

## Description
Coptodon louka peut mesurer jusqu'à 25 cm de longueur totale pour les mâles. Ce poisson possède un patron de coloration bleuté avec un liseré orangé au bord des nageoires. La femelle est un peu plus petite que le mâle[réf. nécessaire].

## Aquariophilie

### Comportement et reproduction
Les Tilapia sont des poissons de la famille des Cichlidae et donc, par définition, territoriaux. Un couple formé et ayant délimité un territoire, défendra son périmètre de reproduction parfois presque jusqu'à la mort ou jusqu'à la perte total des éventuels œufs, larves et jeunes poissons.

### Maintenance en captivité
En captivité il est impératif de le maintenir uniquement avec des espèces de provenances et de tailles similaires.
| Origine         | Afrique                 | Eau           | douce               |
| Dureté de l'eau | °GH                     | pH            | 6 à 8               |
| Température     | 23 à 30 °C              | Volume mini.  | 1500 litres minimum |
| Alimentation    | Omnivore (opportuniste) | Taille adulte | Jusqu'à 30 cm       |
| Reproduction    | Pondeur sur substrat    | Zone occupée  | Milieu              |
| Sociabilité     | "Mauvaise"              | Difficulté    | "Expérimenté"       |

## Au Zoo
L'Aquarium du palais de la Porte Dorée détient un petit groupe de Tilapia louka présenté au public (décembre 2014). Ils sont maintenus dans une immense cuve de poissons d'eau douce africains et en compagnie de plusieurs autres espèces de provenance similaire. Ils sont aisément observables lors d'une promenade dans l'Aquarium.

## Galerie

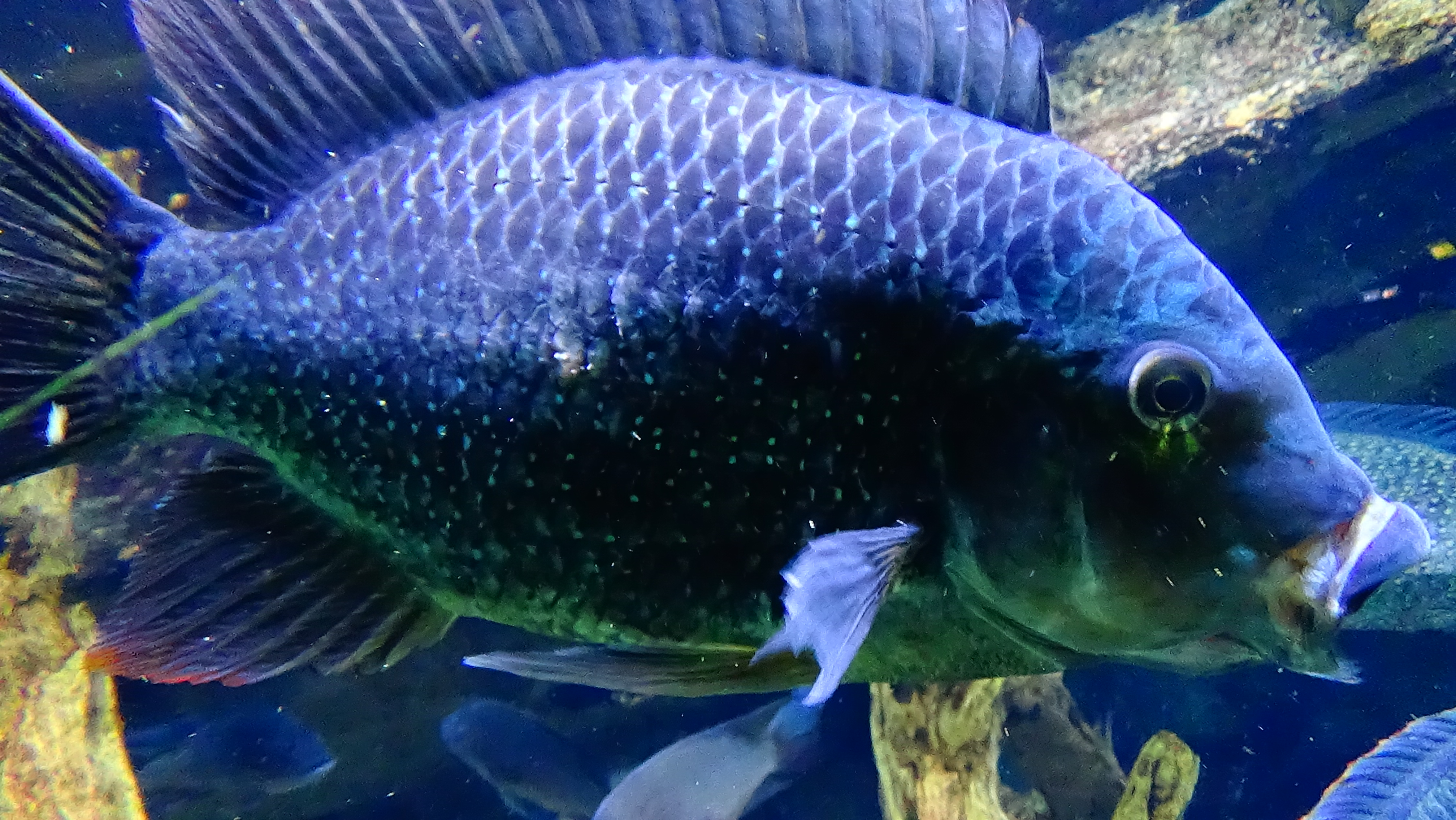
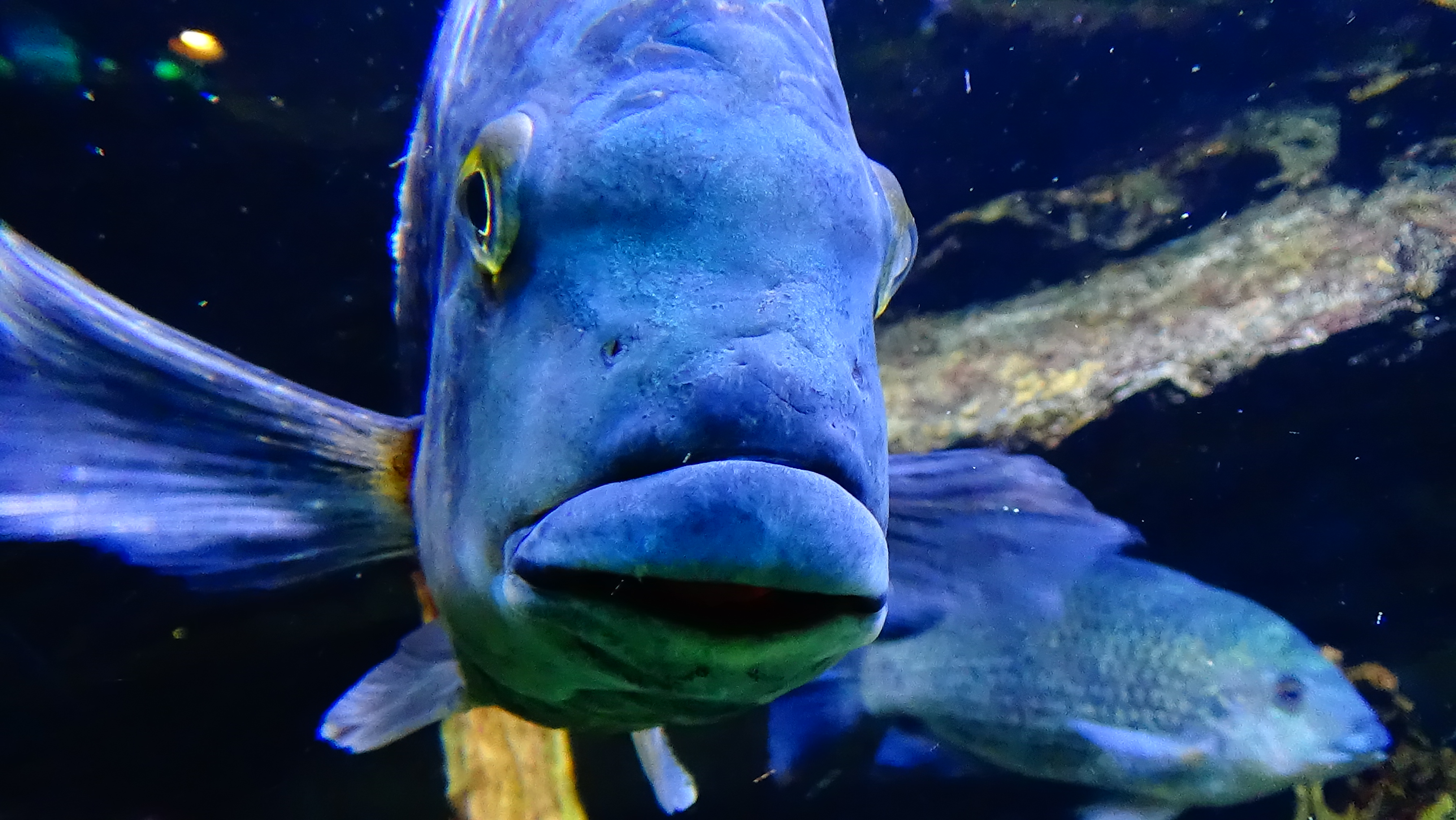
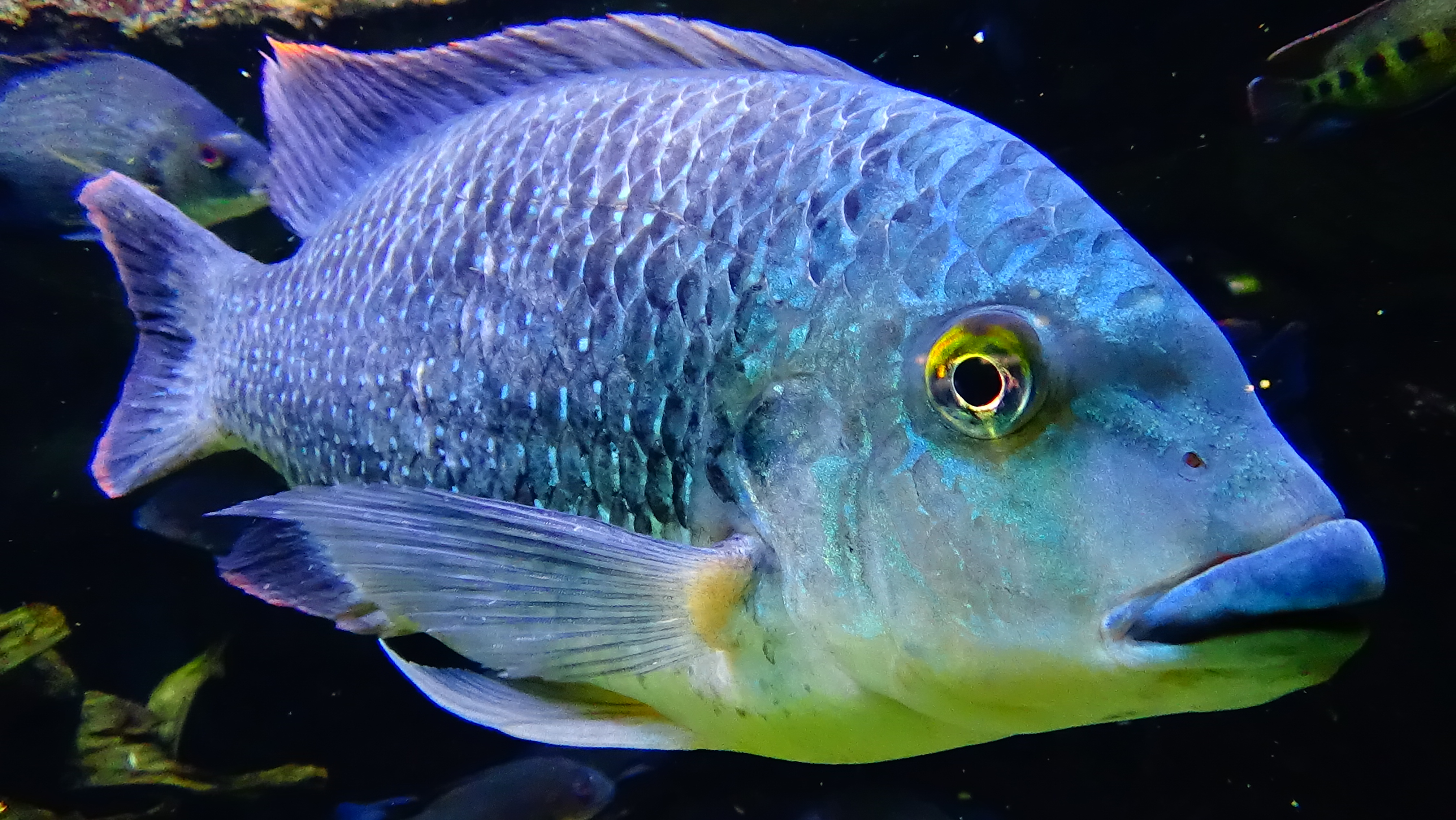
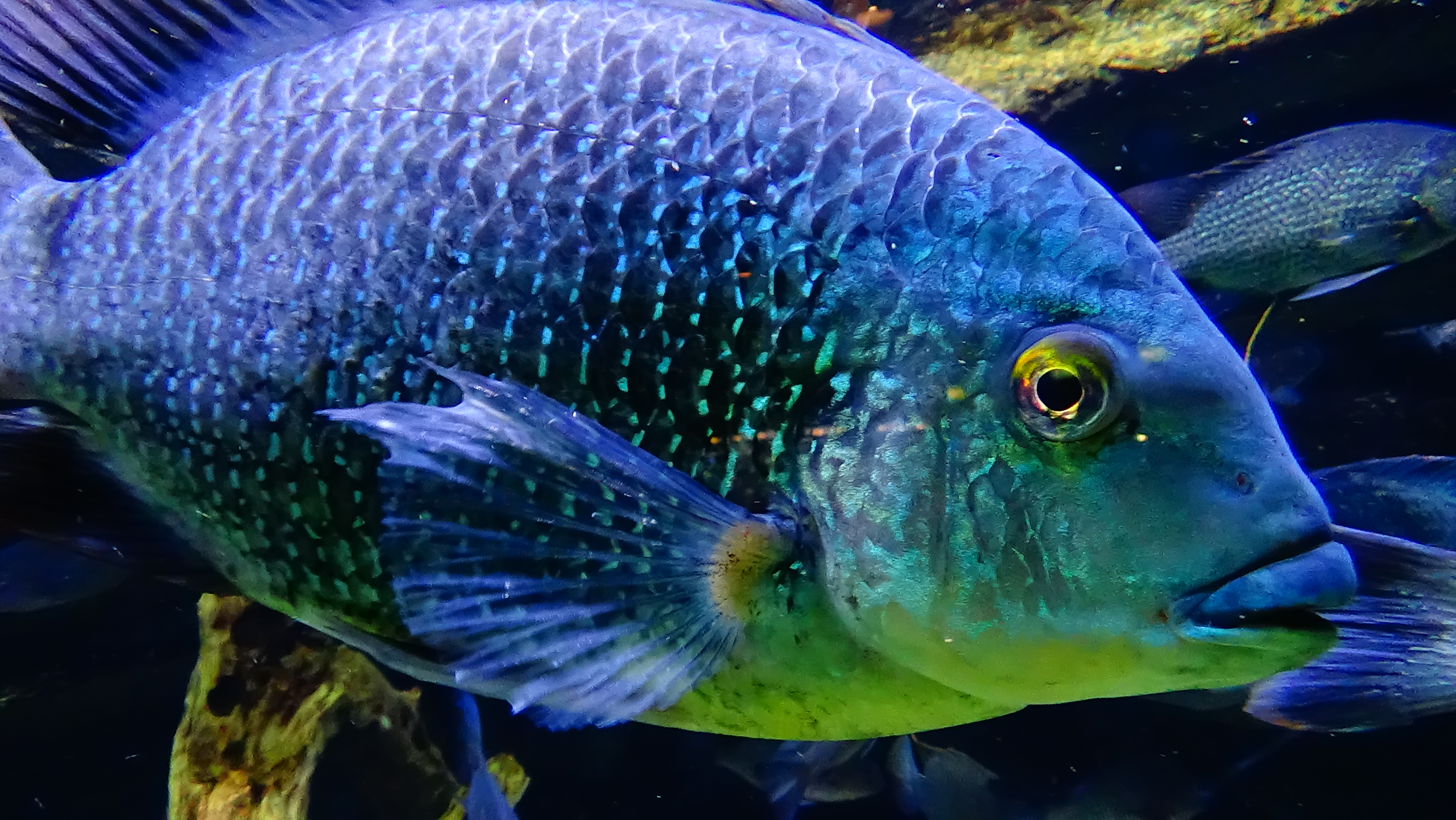

## Classification
Le nom valide complet (avec auteur) de ce taxon est Coptodon louka (Thys van den Audenaerde, 1969).
L'espèce Coptodon louka a été décrite pour la première fois en 1969 par le zoologiste belge Dirk Thys van den Audenaerde sous le protonyme Tilapia louka.
Coptodon louka a pour synonyme :
- Tilapia louka Thys van den Audenaerde, 1969

## Étymologie
Son épithète spécifique, louka, lui a été donnée en l'honneur de l'épouse de Dirk Thys van den Audenaerde, « Lou », abréviation de « Louka », et ce en remerciement des nombreuses années où celle-ci l'a assisté dans ses recherches sur les Tilapia (genre dans lequel cette espèce a été initialement classée).

## Publication originale
- (en) D. Thys van den Audenaerde, « Description of Tilapia louka sp. nov. from Sierra Leone and some remarks on Tilapia rheophila Daget 1962 (Pisces, Cichlidae) », Revue de Zoologie et de Botanique Africaines, Belgique, vol. 79, nos 1-2,‎ 31 mars 1969, p. 82-96 (ISSN 0035-1814).